# Albrecht II. (Brandenburg)

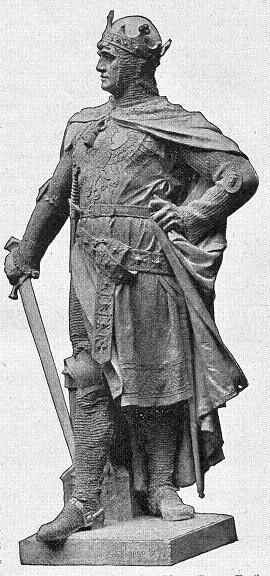
Denkmal in der ehemaligen Siegesallee, Berlin 1898

Albrecht II. (* vor 1177; † 25. Februar 1220) war Markgraf von Brandenburg (1205–1220).

## Leben
Der Askanier Albrecht II. war der jüngste Sohn Ottos I. und Adelheids, seit 1176 zweite Frau Ottos I., sowie Enkel von Albrecht dem Bären, dem Erwerber der Mark Brandenburg.
Albrecht II. übernahm 1205, nach dem Tod seines älteren Bruders Otto II., die Regentschaft.
Seit 1184 war Albrecht II. Graf von Arneburg in der von Otto II. beanspruchten und zu Brandenburg gehörenden Altmark. 1194 wurde er von Markgraf Otto II. gefangen genommen und zeitweise inhaftiert. Zuvor hatte der jetzt etwa siebzehnjährige Albrecht, zur Durchsetzung seiner Ansprüche auf die Mitregentschaft in der Mark, einen Kleinkrieg gegen seinen Halbbruder begonnen und dessen Ländereien geplündert. Es kam spätestes 1195 zur Aussöhnung, seither sehen wir ihn vielfach in Urkunden an der Seite Markgraf Ottos erwähnt, der ihn auch offiziell zu seinem Erben bestimmte.
Albrecht nahm am sogenannten Deutschen Kreuzzug Heinrichs VI. teil und war bei der Gründungsversammlung des Deutschen Ordens 1198 in Akkon anwesend.
In den Thronstreitigkeiten zwischen Staufern und Welfen Anfang des 13. Jahrhunderts unterstützte Albrecht zunächst – wie sein Bruder Otto vor ihm – den Staufer König Philipp von Schwaben. Nach dessen Ermordung 1208, ging er wegen der sich jetzt völlig veränderten politischen Lage im sächsischen Raum, zu den Welfen über, da Kaiser Otto IV. ihm Unterstützung in der Sicherung der Markgrafschaft Brandenburg gegen die Dänen zusagte, die er 1212 urkundlich bestätigte.
In dieser Zeit war Albrecht immer wieder in Streitigkeiten mit Erzbischof Albrecht I. von Magdeburg verwickelt. Zudem spielte er eine wichtige Rolle im Brandenburger Zehntstreit.
Albrecht II. sicherte die Regionen von Teltow, Prignitz und Teile der Uckermark für die Mark Brandenburg, verlor allerdings Pommern.
Zur Beilegung des langjährigen und für Brandenburg unvorteilhaft verlaufenden Kriegs gegen Dänemark um die Vorherrschaft im südwestlichen Ostseeraum, war er gezwungen einen beständigen Frieden mit der nordischen Großmacht zu schließen. Hierzu sollte ein Heiratsprojekt seiner erstgeborenen Tochter Mechthild mit dem jungen Lüneburger Herzog Otto – ein Neffe des dänischen Königs, der zeitweise am dänischen Hof aufwuchs – die notwendigen Voraussetzungen schaffen.
Gilt der Großvater Albrecht der Bär als Gründer der Mark Brandenburg und der Vater Otto I. als Förderer und Lenker der Siedlungsbewegung, so resümiert Stephan Warnatsch zu den Söhnen:

„[Sie] trieben den eingeleiteten Territorialisierungsprozeß fort und begannen ab dem Ende des 12. Jahrhunderts, als im Zuge der Ostbewegung der Zuzug von Siedlern immer stärker anwuchs und damit viel mehr «Personal» für den Landesausbau zur Verfügung stand, in die Lande Ruppin und vor allem Barnim und Teltow auszugreifen. Darüber hinaus waren die Oder und die südliche Uckermark Ziele des askanischen Expansionsbestrebens. Überall aber geriet man dabei mit den Ansprüchen konkurrierender Fürsten in Konflikt.“

Bei seinem Tod waren seine beiden Söhne noch unmündig. Die Lehnsvormundschaft übernahm zunächst Erzbischof Albrecht von Magdeburg, ab 1221 die Mutter, Gräfin Mathilde. Seit ihrem Tod im Jahre 1225 führten die Brüder die Markgrafschaft gemeinsam.

## Ehe und Nachkommen
Verheiratet war Albrecht seit 1205 mit Mathilde von Groitzsch (1185–1225), Tochter des Markgrafen Konrad II. (Lausitz) aus dem Geschlecht der Wettiner und der polnischen Herzogstochter Elisabeth aus der Linie der großpolnischen Piasten. Mit ihr hatte er vier Kinder:
- Mechthild (* 1206; † 10. Juni 1261), ⚭ 1228 Welfenherzog Otto I. von Lüneburg (* 1204; † 1252), auch Otto das Kind genannt
- Elisabeth (* 1207; † 19. November 1231), ⚭ 1228 Landgraf Heinrich Raspe von Thüringen (* 1201; † 1247)
- Johann I. (* ca. 1213; † 4. April 1266)
- Otto III. der Fromme (* 1215; † 9. Oktober 1267)[3]

## Denkmal AlbrechtII. in der Berliner Siegesallee

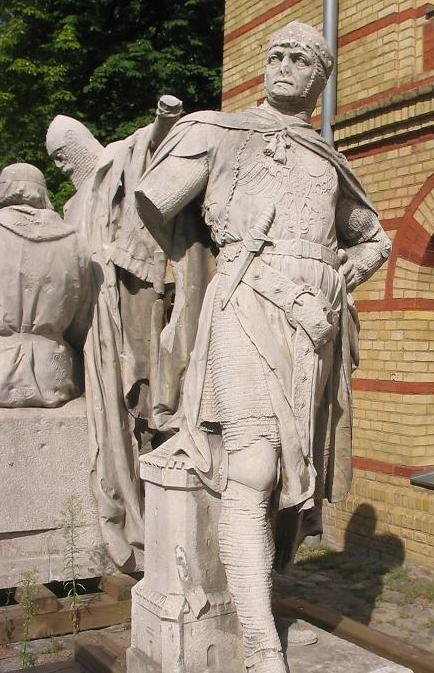
Siegesalleedenkmal von Johannes Boese, 2009 in der Spandauer Zitadelle

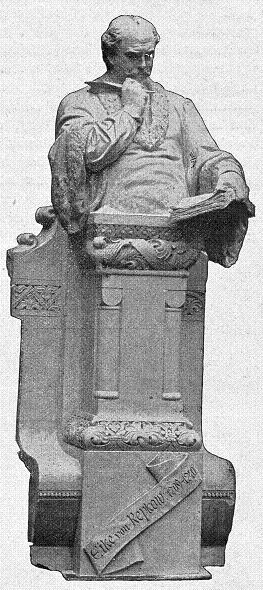
Nebenfigur Eike von Repgow, Verfasser des Sachsenspiegels

Das Denkmal Albrechts stand in der ehemaligen Siegesallee im Tiergarten in Berlin, dem 1895 von Kaiser Wilhelm II. in Auftrag gegebenen „Prachtboulevard“ mit Denkmälern aus der Geschichte Brandenburgs und Preußens. Unter der Leitung von Reinhold Begas schufen zwischen 1895 und 1901 insgesamt 27 Bildhauer 32 Standbilder der brandenburgischen und brandenburgisch-preußischen Markgrafen von jeweils 2,75 m Höhe. Jedes Standbild wurde flankiert von zwei kleineren Büsten mit der Darstellung von Personen, die im Leben des jeweiligen Herrschers oder für die Geschichte Brandenburgs/Preußens eine wichtige Rolle gespielt hatten.
Bei der Denkmalgruppe 4 waren das die Büsten von Eike von Repgow, dem Verfasser des Sachsenspiegels, und von Hermann von Salza, Hochmeister des Deutschen Ordens. Wie die Teilnahme Albrechts an dessen Gründungsversammlung zeigt (siehe oben), hatte er zum Deutschritterorden eine enge Beziehung gewonnen, die in der gleichen politischen Zielsetzung hinsichtlich der Ostgebiete begründet lag. Hermann von Salza hatte er bereits auf dem Palästinakreuzzug kennengelernt und die Beziehung zeitlebens vertieft – die Wahl der Nebenfigur soll diese Beziehung ausdrücken.
Zu Eike von Repgow standen laut Mitteilung von Gustav Albrecht weder Albrecht II. noch die Mark Brandenburg in Verbindung. Die Wahl der Nebenfigur ist wahrscheinlich der Tatsache geschuldet, dass der Sachsenspiegel als das bedeutendste Rechtsbuch des deutschen Mittelalters großen Einfluss auch auf Brandenburg und Norddeutschland hatte. Allerdings hatte Eike eine enge Verbindung zum Haus der Askanier, denn er stand im Dienst von Heinrich I., Fürst von Anhalt.
Bildhauer der Denkmalgruppe war Johannes Boese (1856–1917). Die Enthüllung fand am 22. März 1898 statt.
Das Denkmal Albrechts beschrieb Gustav Albrecht 1900, wie folgt:

„Der Markgraf, im Kettenpanzer mit hochgeschlagener Kapuze, ist in kampfbereiter Stellung aufgefaßt, wie er mit gezogenem Schwerte eine Burg, vermutlich die im Jahre 1215 errichtete Grenzfeste Oderberg schützt. Das Haupt des energisch blickenden Fürsten schmückt ein schmaler Kronreif; um das mit dem märkischen Adler geschmückte Waffenhemd schlingt sich ein breiter Ziergürtel, ein langer Mantel fällt, von der Linken zusammengehalten, malerisch nach hinten herunter.“